# Andy Hechavarría
Andy Eugenio Hechavarría Salazar (* 14. September 2000 in Holguín) ist ein kubanischer Leichtathlet, der sich auf den Dreisprung spezialisiert hat.

## Sportliche Laufbahn
Erste internationale Erfahrungen sammelte Andy Hechavarría im Jahr 2019, als er bei den U20-Panamerikameisterschaften in San José mit einer Weite von 16,33 m die Silbermedaille im Dreisprung gewann. 2021 siegte er bei den erstmals ausgetragenen Panamerikanischen Juniorenspielen in Cali mit einem Sprung auf 16,77 m und im Jahr darauf siegte er mit 16,40 m bei den U23-Karibikspielen in Guadeloupe, ehe er bei den Weltmeisterschaften in Eugene mit 16,39 m in der Qualifikationsrunde ausschied. 2024 gewann er bei den Ibero-Amerikanischen Meisterschaften in Cuiabá mit 16,93 m die Silbermedaille hinter dem Brasilianer Almir dos Santos. Im August verpasste er bei den Olympischen Sommerspielen in Paris mit 16,70 m den Finaleinzug.
In den Jahren 2022 und 2024 wurde Hechavarría kubanischer Meister im Dreisprung.